# Kate Allenby
Katherine Fiona „Kate” Allenby (ur. 16 marca 1974 w Tavistock) – brytyjska pięcioboistka nowoczesna. Brązowa medalistka olimpijska z Sydney (2000) i uczestniczka igrzysk olimpijskich (2004), trzykrotna mistrzyni świata (2001, 2003) oraz mistrzyni Europy (1997).
Allenby rozpoczęła trening szermierki dopiero w wieku 17 lat. Na początku kariery była to dyscyplina, która była jej słabością w pięcioboju, zaś pod koniec i po zakończeniu kariery pięcioboistki została mistrzynią Wielkiej Brytanii w szermierce.
Startowała dwukrotnie w igrzyskach olimpijskich, zdobyła brąz w 2000 roku w Sydney, zaś w 2004 roku w Atenach zajęła ósme miejsce, głównie ze względu na bardzo słaby wynik w jeździectwie.
Ma męża i córkę Megan (ur. 2008).